# Place Le Viste
La place Le Viste est une place du quartier de Bellecour située sur la presqu'île dans le 2e arrondissement de Lyon, en France.

## Situation et accès
Elle est coupée en deux par la rue de la République qui se termine sur cette place Le Viste. D'un côté, se trouve la rue du Président-Édouard-Herriot et la place Bellecouravec deux bouches de métro de la station Bellecour  et de l'autre, c'est le début de la rue de la Barre avec un kiosque à journaux et une station Vélo'v.

## Origine du nom
Le Viste est le nom d'une famille lyonnaise propriétaire du tènement de Bellecour.

## Historique
En 1372, ce tènement de Bellecour est la possession de Jean Le Viste. Antoine Le Viste a été premier président au Parlement de Paris et prévôt des marchands. La famille Le Viste a prospéré grâce à ses activités commerciales. L’argent et la notoriété ont permis à certains de ses membres d’assurer des charges importantes dans la haute administration. Propriétaire d’un vaste tènement sur le secteur de Bellecour, les terres attiraient des canards sauvages, prétexte à des parties de chasse organisées par la famille.
Les Le Viste seraient aussi les commanditaires de la fameuse tapisserie de la Dame à la Licorne aujourd’hui conservée au musée de Cluny, musée nationale du moyen âge à Paris. Le mécène pourrait être soit Jean IV Le Viste, mort en 1500, soit son neveu Antoine, mort en 1532.
La place est agrandie à l'ouest au moment du percement de la rue du Président-Édouard-Herriot.